# گیلانه (فیلم)
گیلانه فیلم سینمایی مشترک رخشان بنی‌اعتماد و محسن عبدالوهاب محصول سال ۱۳۸۳ است. این فیلم کاندیدای سه سیمرغ بلورین از جشنواره فیلم فجر شد که برنده سیمرغ بهترین چهره پردازی و جایزه ویژه هیئت داوران شد، همچنین فاطمه معتمدآریا نامزدی سیمرغ بلورین بهترین بازیگر نقش اول زن را از آن خود کرد.

## خلاصهٔ داستان
این فیلم نگاهی به اوایل جنگ و اعزام نیروهای جوان به جبهه دارد. ننه گیلانه به همراه پسر و دختر جوانش در کوران جنگ و در بمباران‌های تهران، زندگی دشواری را می‌گذرانند.

## بازیگران
- فاطمه معتمدآریا
- بهرام رادان
- |باران کوثری
- ژاله صامتی
- شاهرخ فروتنیان
- مجید بهرامی
- نیره فراهانی

## جوایز
| قسمت                     | نامزد            | نتیجه   | جایزه        |
| ------------------------ | ---------------- | ------- | ------------ |
| بهترین بازیگر نقش اول زن | فاطمه معتمدآریا  | کاندیدا | سیمرغ بلورین |
| بهترین چهره پردازی       | مهرداد میرکیانی  | برنده   | سیمرغ بلورین |
| جایزه ویژه هیئت داوران   | رخشان بنی اعتماد | برنده   | سیمرغ بلورین |

- لوح تقدیر هیئت داوران؛ بهترین کارگردانی؛ رخشان بنی‌اعتماد؛ هفتمین جشنواره بین‌المللی فیلم سینمای جزایر قناری؛ بخش مسابقه؛ ۱۳۸۵
- جایزه ویژه هیئت داوران؛ بهترین کارگردانی؛ رخشان بنی‌اعتماد؛ دهمین جشنواره دفاع مقدس؛ بخش مسابقه فیلم‌های بلند؛ ۱۳۸۴
- جایزه ویژه؛ بهترین بازیگری؛ فاطمه معتمدآریا؛ دهمین جشنواره دفاع مقدس؛ بخش مسابقه فیلم‌های بلند؛ ۱۳۸۴
- جایزه فیپرشی؛ بهترین فیلم؛ سعید سعدی؛ هفتمین جشنواره بین‌المللی فیلم‌های آسیایی سینه فن؛ بخش مسابقه؛ ۱۳۸۴
- جایزه نتپک؛ بهترین فیلم؛ سعید سعدی؛ دوازدهمین جشنواره بین‌المللی فیلم آسیایی وزول؛ بخش مسابقه؛ ۱۳۸۴